# Propsephus tortonesei
Propsephus tortonesei là một loài bọ cánh cứng trong họ Elateridae. Loài này được Girard miêu tả khoa học năm 1974.